# Pszichoterápia
A pszichoterápia a pszichológiai módszerek alkalmazása, mentális zavarok vagy pszichés eredetű testi zavarok célzott szakszerű, pszichológiai eszközökkel történő kezelése. Az alkalmazott eljárások, módszerek a pszichoterápia különböző irányzataitól függenek.
A pszichoterápia olyan gyógyító terápiás beavatkozás, amely pszichés, pszichoszomatikus és pszichiátriai zavarok kezelésében, illetve az érzelmi és hangulati élet patológiás elakadásai és betegségei esetén egyéni vagy csoportos formában, meghatározott interakciós repertoár és kommunikációs eszközök révén (interakció, kommunikáció stb.), tudományosan és tapasztalatilag kialakult és pontosan definiált keretek között, meghatározott időtartamú és számú ülésben az élménymegélésben, az élményfeldolgozásban, az érzelmi inter és intrapszichés életben és működésben, illetve a viselkedésben és magatartásban változást előidéző célzattal interveniál, és amelyet ráépített pszichoterapeuta szakvégzettséggel rendelkező szakorvos és/vagy szakpszichológus végezhet önállóan. Módszerspecifikus képzettséggel rendelkező szakorvos, vagy szakpszichológus által végzett pszichoterápia az adott módszer szakpszichoterápiája. A terápiás folyamat ellenőrzött, dokumentált, diagnosztikára épülő intervenciókon alapul és elvártan minőségbiztosítással valósul meg. 

## Pszichoterapeuta (szakvizsgával rendelkező szakorvos/szakpszichológus)[2]
- Pszichoterápiát csak pszichoterápiás szakvizsgával rendelkező szakorvos vagy felsőfokú egészségügyi szakpszichológusi szakirányú szakképesítéssel rendelkező szakpszichológus (alkalmazott egészségpszichológiai szakpszichológus, neuropszichológiai szakpszichológus, klinikai szakpszichológus) végezhet (illetve pszichoterapeuta képzést folytató jelölt, pszichoterapeuta szupervíziója mellett).
- Szakpszichológus szakpszichoterapeuták, szakorvos szakpszichoterapeuták: a pszichoterápia szakvizsgával és módszerspecifikus képzettséggel egyaránt rendelkező szakember módszerspecifikus szakpszichoterápia önálló végzésére jogosult.
- Alap-pszichoterápia: Pszichoterápiás képzettség fokozatai szerint úgynevezett alappszichoterápiás tevékenységet pszichiáterek, gyermekpszichiáterek és felnőtt és gyermek klinikai szakpszichológusok végezhetnek más ráépített képzés nélkül. Egyéb szakorvosok, illetve szakpszichológusok részéről, képzési szempontból az alappszichoterápia végzése a pszichoterápiás képzés úgynevezett propedeutikai fázisához kötött. Az alappszichoterápia tárgykörébe esik: krízisintervenció, pszichoterápiás szemléletű konzultáció/betegvezetés, szupportív terápia, relaxáció, burnout prevenció. Az alappszichoterápia pszichiáter szakorvos, illetve klinikai szakpszichológus által végzett tünet, állapot és élménykorrekciós eljárások alkalmazása – meghatározott céllal, és indikációval, előre rögzített keretek között végzett intervenció, amely verbális és nonverbális kommunikációs formában történik.
- Magyarországon pszichés tünetektől szenvedő betegek/páciensek/kliensek pszichoterápiáját az alábbi módszerekben képzett, pszichoterápiás szakvizsgával rendelkező pszichoterapeuta végezhet (abc sorrendben felsorolva): aktívanalitikus pszichoterápia, autogén tréning és szimbólumterápia, családterápia, csoportanalitikus terápia, hipnoterápia, individuálpszichológiai pszichoterápia, integratív terápia, jungi analitikus terápia, kognitív viselkedésterápia (sématerápia), komplex integratív pszichoterápia, pszichoanalízis, pszichoanalitikusan orientált pszichoterápia, pszichodráma, pszichodinamikus mozgás és táncterápia, személyközpontú terápia.[3]
- Pszichoterapeuta szaknévsor: https://www.mentalport.hu/pszichoterapias-szaknevsor/magyarorszagi-pszichoterapeutak-szaknevsora/

## A pszichoterápiás ellátás hazai helyzete[3]
Gyógyító eljárás és egészségügyi tevékenység lévén a pszichoterápia alkalmazása és gyakorlata magas színvonalat garantáló következetes szabályozást kíván meg. Az eljárásrend keretét a jogi szabályozás jeleneti, tartalmi szempontból pedig a módszertani sokféleség és az idiografikus vonatkozások adják. 
A magyar pszichoterápiás gyakorlat több szempontból speciális. A hazai pszichoterápiás szcéna egyik jellegzetességét a pszichoterápiás gyógyítás kezdeteitől meglévő egyesületi hagyományok adják. Hazánk és a magyar szakemberek kulcsszerepet töltöttek be több, azóta világszerte elterjedt pszichoterápiás módszer kidolgozásában, leírásában, elterjesztésében és alkalmazásában is. A módszerekhez kapcsolódóan (civil) egyesületek szerveződtek, melyek az adott módszer oktatását, képzését végezték el arra hivatott, megfelelő tapasztalattal rendelkező, és a módszer iránt elkötelezett nemzetközileg is jegyzett (ki)képzők által. A hazai pszichoterápiás egyesületek nemzetközi szervezetekhez kapcsolódóan máig sokféle módszert kínálnak a nem csupán szakpszichológus vagy szakorvos érdeklődők számára. A módszereket tanító képzéseket, és ez további jellemzője a hazai terápiás közösségnek, tulajdonképpen bárki elvégezheti, akit egy egyesület kiképez. Tehát az önismereti sajátélmény szakaszon túl a módszertani kiképződésre lehetősége van bárkinek, aki komplettálja a módszerspecifikus iskola előírásait és elvégzi a szükséges modulokat (elmélet, gyakorlat, szupervízió). Pszichoterapeuta ugyanakkor csak szakorvosi, vagy szakpszichológusi képzettség birtokában lehet valaki. Az egyéb (alap)képzettséggel rendelkezők az adott módszer művelői lehetnek ugyan, akik előírt feltételek mentén végezhetnek nem klinikai/egészségügyi esetekben az adott módszerben ismert és alkalmazott pszichoterápiás eszközöket/technikákat is alkalmazó, de nem pszichoterápiás tevékenységet. A pszichoterapeuta továbbképzéseket az orvosi egyetemek vonatkozó tanszékei szervezik, amelyek a különböző módszereket meghatározott kritériumok alapján akkreditálják saját továbbképzési rendszerükhöz. Anomália itt is a hagyományok jellegzetességéből adódik, hiszen az egyesületi működés eredménye (tehát a módszerspecifikus kiképződés) központilag (Nemzeti Vizsgabizottság) elismert végzettséghez adódva bővít szakmai kompetenciakört és hatalmaz fel szakembereket gyógyító eljárás/eljárások alkalmazására.
Az egészségügyi szakpszichológusi, vagy szakorvosi szakképesítés előfeltételét jelenti a pszichoterapeuta szakképzettség megszerzésének. 
A több mint százéves múltra visszanyúló hagyományokon felépülő magyar pszichoterápiás gyakorlat ismer és alkalmaz más, Magyarországon még nem akkreditált, de nemzetközileg elismert és a pszichoterápiás gyógyításban széles körben alkalmazott, klinikai kutatásokkal alátámasztott, evidenciákkal rendelkező módszereket is (pl. IPT, EMDR, TFP, sématerápia, metakognitív terápia stb.), melyek önállóan, vagy egy másik módszer iskolájához/egyesületéhez kapcsolódva kínálnak meghatározott indikációk esetében terápiás lehetőségeket a hazai szakemberek számára is a szakképződés másodvonalában. A pszichoterápiás gyógyítással, és a pszichoterapeutákkal kapcsolatban a hazai lakosság részéről egyre nagyobb az igény, a nyitottság, az érdeklődés és ezekkel párhuzamosan elvárás is. Egyre nagyobb igény jelenik meg a (szak)pszichoterápiás ellátás iránt, amely igénynek megfelelni szakmai kötelesség és a gyógyító hivatás célkitűzése. 

## Pszichoterápiás módszerek[3]
A (szak)pszichoterápiás ellátás gyakorlatában azon pszichoterápiás módszerek alkalmazhatók, melyek megfelelő elméleti és módszertani kidolgozottsággal bírnak, bizonyítottan hatékonyak vagy széles szakmai konszenzuson alapulnak, és melyek használata az egészségügyi ellátásban elfogadott/akkreditált. Az ellátás során azon pszichoterápiás módszer alkalmazható, melynek végzésére a szakember (pszichoterapeuta) jogosult és megfelelő módszerspecifikus végzettséggel rendelkezik.
A szakmai irányelvben azok pszichoterápiás módszerek szerepelnek, amelyek a klinikai alkalmazás során önállóan, fő pszichoterápiáként alkalmazhatók, és a gyakorlatban elterjedtek, valamint a Pszichoterápiás Tanács befogadta és a hazai pszichoterápiás képzési rendszer részei. Továbbá helyet kapnak azok a módszerek is, amelyek alkalmazása a nemzetközi ajánlások szerint javasolt az adott pszichés problémával küzdők gyógyítása során. A felsorolt pszichoterápiás módszerek listája nem végleges: a későbbiekben további eljárások is akkreditálhatók, honosíthatók. 
Magyarországon pszichés tünetektől szenvedő betegek/páciensek/kliensek pszichoterápiáját az alábbi módszerekben képzett/jártas, pszichoterapeuta szakvizsgával rendelkező szakember végezhet (abc sorrendben felsorolva): aktívanalitikus pszichoterápia, autogén tréning és szimbólumterápia, családterápia, csoportanalitikus terápia, DREAMterápia, hipnoterápia, individuálpszichológiai pszichoterápia, integratív terápia, jungi analitikus terápia, kognitívviselkedésterápia (sématerápia), komplex integratív pszichoterápia, pszichoanalízis, pszichoanalitikusan orientált pszichoterápia és rövid dinamikus terápiák, pszichodráma, pszichodinamikus mozgás és táncterápia, személyközpontú terápia. A módszerspecifikus képzés oktatását az adott módszer akkreditált kiképző egyesülete végzi. Az alábbiakban az irányelv elkészülésének idején akkreditációval rendelkező módszerek, illetve a nem akkreditált, de az egyes iskolákhoz és képzőhelyekhez kapcsolódó módszerek bemutatása olvasható. A leírások a módszerspecifikus egyesületekkel történt egyeztetés mentén, az általuk küldött szakmai anyagok alapján készült saját összeállítás.
Módszerspecifikus pszichoterápiás egyesületek Magyarországon:
1. Aktívanalitikus Pszichoterapeuták Egyesülete (AKAPE)
2. Csoportanalitikus és Kiképző Társaság (CSAKIT)
3. Dinamikus Rövidterápiás Egyesület és Alkotó Műhely (DREAM)
4. Integratív Pszichoterápiás Egyesület (IPE)
5. Magyar Csoportpszichoterápiás Egyesület (MaCsopE)
6. Magyar C.G. Jung Analitikus Pszichológiai Egyesület (MAPE)
7. Magyar Családterápiás Egyesület (MCSE)
8. Magyar Hipnózis Egyesület (MHE)
9. Magyar Individuálpszichológiai Egyesület (MIPE)
10. Magyar Komplex Pszichoterápiás Egyesület (MAKOMP)
11. Magyar Mozgásés Táncterápiás Közhasznú Egyesület (MMTE)
12. Magyar Pszichoanalitikus Egyesület (MPE)
13. Magyar Relaxációs és Szimbólumterápiás Egyesület (MRSZE)
14. Pszichoanalitikusan Orientált Pszichoterápiás és Kiképző Egyesület (POPKE)
15. Magyar Pszichodráma Egyesület
16. Magyar Személyközpontú Pszichoterápiás és Tanácsadási Egyesület (MASZEPTE)
17. Magyar Viselkedés, Kognitív és Sématerápiás Egyesület (VIKOTE)

## A szakpszichológus pszichoterapeuta szakképződés útjai[3]
Klinikai és mentálhigiéniai felnőtt, vagy gyermek- és ifjúsági szakpszichológus
- Alapképzés – 3 év, Viselkedéselemző
- Mesterképzés – 2 év – Okleveles pszichológus (MA, MSc)
- Klinikai és mentálhigiéniai felnőtt, vagy gyermek- és ifjúsági szakpszichológus (4 év)
- Pszichoterapeuta képzés (2 év) + módszerspecifikus képzés + 21+3 hónap gyakorlat

Neuropszichológiai (4 év) és Alkalmazott szakpszichológia egészségpszichológia (3 év)
- Alapképzés – 3 év, Viselkedéselemző
- Mesterképzés – 2 év – Okleveles pszichológus (MA, MSc)
- Neuropszichológiai (4 év) és Alkalmazott szakpszichológia egészségpszichológia (3 év)
- Propedeutika (1 év)
- Pszichoterapeuta képzés (2 év) + módszerspecifikus képzés + 21+3 hónap gyakorlat

## A szakorvos pszichoterapeuta szakképződés útjai[3]
- Általános orvos (6 év), Fogorvos (5 év)
- Pszichiáter szakorvos (5 év), Egyéb (nem pszichiáter) szakorvos (változó időtartam): Propedeutika (+1 év)
- Pszichoterapeuta képzés (2 év) + módszerspecifikus képzés + 21+3 hónap gyakorlat

## A pszichoterápia megválasztása és alkalmazása során az alábbi szempontokat szükséges kötelezően érvényesíteni:
- A beavatkozás minden esetben a beteg érdekeit szolgálja.
- A beavatkozás minden esetben a tudományos evidenciákon alapszik.
- A beavatkozás minden esetben figyelembe veszi a beteg aktuális pszichés, mentális, és szomatikus állapotát is.
- A beavatkozás minden esetben a szakember végzettségének megfelelő, a beavatkozás szakmaiságát a pszichoterapeuta képzettsége és folyamatos továbbképződése garantálja.
- A beavatkozás hitelességét minden esetben a szakember képzettsége, szakmai gyakorlata; a szakember hitelességét megfelelő önismerete és önreflexiós kapacitása biztosítja.
- A beavatkozás minden esetben összhangban van az etikai irányelvekkel. (E)

## Hatótényezői
A pszichoterápiák élőmunka-igényes (szakemberigényes) eljárások. A fő terápiás hatótényező a módszeren kívül maga a kezelő személyisége; a terápia az alkalmazót személyében is igénybe veszi.

## Alkalmazási területe
A pszichoterápia ambuláns és kórházi kezelésként alkalmazható. Ambuláns pszichoterápiás ellátás keretében a terápia úgynevezett zárt rendelés keretében folyik, azaz várakozás nincs, a beteg adott időre jön és távozik. Meghatározott indikációk (így például krízis - veszélyeztetettség, környezetből való kiemelés szükségessége, ambuláns kezelhetetlenség a tünet jellege miatt, illetve a terápiák rendszerszerű kombinációja, pszichoterápiás rezsim miatt) pszichoterápiás osztályi kezelés szükséges. Az osztályon nyílt csoport van. A gyógyulttól nem várható, hogy maradjon más gyógyulásáig.
pszichoterápiás osztály: a pszichoterápiás osztály jellemzője, hogy a páciensek felvétele pszichoterápiás indikáció alapján történik, a fő terápiás módszer a pszichoterápia, mely kiegészülhet gyógyszeres kezeléssel. Az osztály életének szervezése pszichoterápiás szempontok szerint történik, a nagycsoport és szocioterápiák mellett legalább rendszeres csoportpszichoterápia potenciálisan minden páciens számára biztosítható megfelelően képzett terapeutákkal, esetmegbeszélővel. Vegyes profilú pszichiátriai osztály esetében külön pszichoterápiás részleg felállítása célszerű, ahol a fenti feltételek biztosíthatók.
pszichoterápiás szakrendelés: Pszichoterápiás kezelés céljára kialakított rendelőben pszichoterapeuta által végzett rendelés. A rendelés pszichoterápiás ülésekben történik. Vegyes kezelési helyeken (például pszichiátriai gondozók, szomatikus ellátók) célszerű elkülöníteni a pszichoterápiás rendelést az egyéb gondozói, illetve pszichiátriai tevékenységtől.
A pszichoterápiás munka a terápiás ülések mellett feldolgozási időt és esetmegbeszélési időt foglal magában (körülbelül négy órából három óra terápiás ülés, egy óra feldolgozás és esetmegbeszélés).
A pszichoterápiás eljárások meghatározott esetekben egymással, illetve gyógyszeres terápiával kombinálhatók.